# Volleyball-Europameisterschaft der Frauen 2011
Die Volleyball-Europameisterschaft der Frauen 2011 fand vom 23. September bis 2. Oktober 2011 in Italien und Serbien statt. Die deutsche Mannschaft war als Vierter der letzten Europameisterschaft qualifiziert und holte die Silbermedaille. Gold gewann Gastgeber Serbien.

## Modus
Das Turnier begann mit einer Vorrunde in vier Gruppen (A–D) mit je vier Mannschaften. Für einen 3:0- oder einen 3:1-Sieg gab es drei Punkte, für einen 3:2-Sieg gab es zwei Punkte, für eine 2:3-Niederlage gab es einen Punkt und für eine 1:3- oder 0:3-Niederlage gab es keinen Punkt. Bei Punktgleichheit entschied zunächst der Satzquotient. Die Gruppensieger waren direkt für das Viertelfinale qualifiziert, während Gruppenzweite und -dritte vier Achtelfinalspiele bestritten. Dort trafen zunächst Gruppendritte auf Gruppenzweite, bevor die jeweiligen Sieger auf einen Gruppenersten trafen. Die Sieger der vier Viertelfinalspiele erreichten das Halbfinale. Die Verlierer der Halbfinals spielten um den dritten Platz, die Sieger ermittelten im Endspiel den neuen Europameister.

## Spielplan

### Vorrunde
Nach drei Siegen in der Vorrunde zogen die die deutschen Frauen als Gruppensieger direkt ins Viertelfinale ein.
| Gruppe A in Belgrad (Serbien) |             |       |        |       |
| Platz                         | Team        | Sätze | Punkte | BPQ   |
| 1.                            | Deutschland | 9:1   | 9      | 1,310 |
| 2.                            | Serbien     | 7:4   | 6      | 1,158 |
| 3.                            | Frankreich  | 4:6   | 3      | 0,919 |
| 4.                            | Ukraine     | 0:9   | 0      | 0,673 |

| Gruppe B in Monza (Italien) |               |       |        |       |
| Platz                       | Team          | Sätze | Punkte | BPQ   |
| 1.                          | Italien       | 8:4   | 7      | 1,071 |
| 2.                          | Türkei        | 6:6   | 5      | 1,066 |
| 3.                          | Aserbaidschan | 5:7   | 3      | 0,926 |
| 4.                          | Kroatien      | 4:6   | 3      | 0,941 |

| 24. September | Deutschland | Ukraine     | 3:0 |
|               | Frankreich  | Serbien     | 1:3 |
| 25. September | Frankreich  | Deutschland | 0:3 |
|               | Serbien     | Ukraine     | 3:0 |
| 26. September | Ukraine     | Frankreich  | 0:3 |
|               | Serbien     | Deutschland | 1:3 |

| 23. September | Türkei        | Aserbaidschan | 3:1 |
|               | Kroatien      | Italien       | 0:3 |
| 24. September | Kroatien      | Türkei        | 3:0 |
|               | Italien       | Aserbaidschan | 3:1 |
| 25. September | Aserbaidschan | Kroatien      | 3:1 |
|               | Italien       | Türkei        | 2:3 |

| Gruppe C in Zrenjanin (Serbien) |            |       |        |       |
| Platz                           | Team       | Sätze | Punkte | BPQ   |
| 1.                              | Polen      | 9:0   | 9      | 1,307 |
| 2.                              | Tschechien | 6:3   | 6      | 1,189 |
| 3.                              | Rumänien   | 3:6   | 3      | 0,962 |
| 4.                              | Israel     | 0:9   | 0      | 0,640 |

| Gruppe D in Busto Arsizio (Italien) |             |       |        |       |
| Platz                               | Team        | Sätze | Punkte | BPQ   |
| 1.                                  | Russland    | 9:2   | 9      | 1,145 |
| 2.                                  | Niederlande | 7:3   | 6      | 1,134 |
| 3.                                  | Spanien     | 4:6   | 3      | 0,940 |
| 4.                                  | Bulgarien   | 0:9   | 0      | 0,783 |

| 24. September | Israel     | Polen      | 0:3 |
|               | Rumänien   | Tschechien | 0:3 |
| 25. September | Israel     | Rumänien   | 0:3 |
|               | Polen      | Tschechien | 3:0 |
| 26. September | Tschechien | Israel     | 3:0 |
|               | Polen      | Rumänien   | 3:0 |

| 23. September | Niederlande | Spanien     | 3:0 |
|               | Bulgarien   | Russland    | 0:3 |
| 24. September | Bulgarien   | Niederlande | 0:3 |
|               | Russland    | Spanien     | 3:1 |
| 25. September | Russland    | Niederlande | 3:1 |
|               | Spanien     | Bulgarien   | 3:0 |

### K.o.-System
|  | Achtelfinale            | Achtelfinale            |                         |                      | Viertelfinale           | Viertelfinale        |                      |                      | Halbfinale       | Halbfinale |  |  | Finale | Finale |
|  |                         |                         |                         |                      |                         |                      |                      |                      |                  |            |  |  |        |        |
|  |                         |                         |                         |                      | 29. September – Belgrad |                      |                      |                      |                  |            |  |  |        |        |
|  | 28. September – Belgrad |                         |                         |                      |                         |                      |                      |                      |                  |            |  |  |        |        |
|  | Deutschland             | 3                       |                         |                      |                         |                      |                      |                      |                  |            |  |  |        |        |
|  | Deutschland             | 3                       | Tschechien              | 3                    | 1. Oktober – Belgrad    | 1. Oktober – Belgrad |                      |                      |                  |            |  |  |        |        |
|  |                         | Tschechien              | Tschechien              | 3                    | 1. Oktober – Belgrad    | 1. Oktober – Belgrad | 0                    |                      |                  |            |  |  |        |        |
|  | Frankreich              | Tschechien              | 1                       |                      | Deutschland             | 3                    | 0                    |                      |                  |            |  |  |        |        |
|  | Frankreich              | 28. September – Monza   | 1                       |                      | Deutschland             | 3                    |                      |                      |                  |            |  |  |        |        |
|  | 27. September – Monza   | 27. September – Monza   |                         | Italien              | 0                       |                      |                      |                      |                  |            |  |  |        |        |
|  | 27. September – Monza   | 27. September – Monza   | Italien                 | Italien              | 0                       | 3                    |                      |                      |                  |            |  |  |        |        |
|  | Niederlande             | 3                       | Italien                 |                      |                         | 3                    | 2. Oktober – Belgrad | 2. Oktober – Belgrad |                  |            |  |  |        |        |
|  | Niederlande             | 3                       |                         | Niederlande          | 1                       |                      | 2. Oktober – Belgrad | 2. Oktober – Belgrad |                  |            |  |  |        |        |
|  | Aserbaidschan           | 1                       |                         | Niederlande          | 1                       | Deutschland          | 2                    |                      |                  |            |  |  |        |        |
|  | Aserbaidschan           | 1                       | 29. September – Belgrad |                      |                         | Deutschland          | 2                    |                      |                  |            |  |  |        |        |
|  | 28. September – Belgrad | 28. September – Belgrad |                         | Serbien              | 3                       |                      |                      |                      |                  |            |  |  |        |        |
|  | 28. September – Belgrad | 28. September – Belgrad | Polen                   | Serbien              | 3                       | 0                    |                      |                      |                  |            |  |  |        |        |
|  | Serbien                 | 3                       | Polen                   | 1. Oktober – Belgrad | 1. Oktober – Belgrad    | 0                    |                      |                      |                  |            |  |  |        |        |
|  | Serbien                 | 3                       |                         | 1. Oktober – Belgrad | 1. Oktober – Belgrad    | Serbien              | 3                    |                      |                  |            |  |  |        |        |
|  | Rumänien                | 0                       |                         | Serbien              | 3                       | Serbien              | 3                    | Spiel um Platz 3     | Spiel um Platz 3 |            |  |  |        |        |
|  | Rumänien                | 0                       | 28. September – Monza   | Serbien              | 3                       |                      |                      | Spiel um Platz 3     | Spiel um Platz 3 |            |  |  |        |        |
|  | 27. September – Monza   | 27. September – Monza   |                         | Türkei               | 2                       |                      | 2. Oktober – Belgrad | 2. Oktober – Belgrad |                  |            |  |  |        |        |
|  | 27. September – Monza   | 27. September – Monza   | Russland                | Türkei               | 2                       | 0                    | 2. Oktober – Belgrad | 2. Oktober – Belgrad |                  |            |  |  |        |        |
|  | Türkei                  | 3                       | Russland                |                      |                         | 0                    | Italien              | 2                    |                  |            |  |  |        |        |
|  | Türkei                  | 3                       |                         | Türkei               | 3                       |                      | Italien              | 2                    |                  |            |  |  |        |        |
|  | Spanien                 | 0                       |                         | Türkei               | 3                       | Türkei               | 3                    |                      |                  |            |  |  |        |        |
|  | Spanien                 | 0                       |                         |                      |                         | Türkei               | 3                    |                      |                  |            |  |  |        |        |

## Endstand
| Rang                    | Team          | Punkte      | Sätze       |
| Finalrunden             | Finalrunden   | Finalrunden | Finalrunden |
| ----------------------- | ------------- | ----------- | ----------- |
| 1                       | Serbien       | 16          | 19:08       |
| 2                       | Deutschland   | 16          | 17:04       |
| 3                       | Türkei        | 14          | 17:11       |
| 4                       | Italien       | 11          | 13:11       |
| Aus im Viertelfinale    |               |             |             |
| 5                       | Polen         | 9           | 09:03       |
| 6                       | Russland      | 9           | 09:05       |
| 7                       | Niederlande   | 9           | 11:07       |
| 8                       | Tschechien    | 9           | 09:07       |
| Aus im Achtelfinale     |               |             |             |
| 9                       | Aserbaidschan | 3           | 06:10       |
| 10                      | Frankreich    | 3           | 05:09       |
| 11                      | Spanien       | 3           | 04:09       |
| 12                      | Rumänien      | 3           | 03:09       |
| Aus in der Gruppenphase |               |             |             |
| 13                      | Kroatien      | 3           | 04:06       |
| 14                      | Bulgarien     | 0           | 00:09       |
| 15                      | Ukraine       | 0           | 00:09       |
| 16                      | Israel        | 0           | 00:09       |

Deutschland spielte mit: Kathleen Weiß, Angelina Grün, Maren Brinker, Lenka Dürr, Berit Kauffeldt, Christiane Fürst, Corina Ssuschke-Voigt, Saskia Hippe, Margareta Kozuch, Anne Matthes, Regina Burchardt, Mareen Apitz, Lisa Thomsen und Kerstin Tzscherlich. Trainer war Giovanni Guidetti.

## Auszeichnungen
| Wertvollster Spieler (MVP) | Jovana Brakočević | Serbien     |
| Beste Scorerin             | Neslihan Darnel   | Türkei      |
| Beste Angreiferin          | Margareta Kozuch  | Deutschland |
| Beste Blockerin            | Christiane Fürst  | Deutschland |
| Beste Aufschlägerin        | Bahar Toksoy      | Türkei      |
| Beste Libera               | Suzana Ćebić      | Serbien     |
| Beste Zuspielerin          | Maja Ognjenović   | Serbien     |
| Beste Annahmespielerin     | Angelina Grün     | Deutschland |

## Spielstätten
Die Spiele wurden in Belgrad und Monza ausgetragen. Spielort in Belgrad war die Pionir-Halle, in der ungefähr 8.200 Zuschauer Platz haben. Die Sporthalle Palaiper in Monza bietet rund 4.000 Sitzplätze. Zusätzlich wurden in der Gruppenphase die Spielstätten in Zrenjanin (Sporthalle Medison mit ca. 2.800 Sitzplätze) und in Busto Arsizio (PalaYamamay mit ungefähr 5.000 Sitzplätze) genutzt.

## Qualifikation
Neben den Gastgebern Serbien und Italien waren die Mannschaften, die bei der EM 2009 hinter Sieger Italien die Plätze zwei bis sechs belegten, automatisch qualifiziert. Das waren Vizeeuropameister Niederlande, der Dritte Polen, der Vierte Deutschland, der Fünfte Türkei und der Sechste Russland.
Die anderen Mannschaften mussten eine Qualifikation bestreiten, die insgesamt drei Runden umfasste.
In der ersten Runde am 8./9. und 15. Mai 2010 gab es zwei Duelle mit Hin- und Rückspielen. Die Schweiz setzte sich gegen Luxemburg ebenso ohne Satzverlust durch wie Schweden gegen Dänemark.
Die zweite Qualifikationsrunde bestand aus sechs Gruppen mit jeweils vier Mannschaften, die sich zu zwei Turnieren am 21. bis 23. und 28. bis 30. Mai trafen. Die Gruppensieger qualifizierten sich direkt für die Europameisterschaft, während die Gruppenzweiten in der dritten Runde im September weitere Playoff-Spiele bestritten.
In Gruppe A (Turniere in Mahiljou und Baku) verlor Aserbaidschan keinen einzigen Satz. Weißrussland sicherte sich den zweiten Platz vor Bosnien-Herzegowina und Georgien.
In Gruppe B (Turniere in Karlsbad und Agde) blieb Tschechien ungeschlagen. Frankreich setzte sich gegen Ungarn und Österreich durch.
In Gruppe C (Turniere in Sjewjerodonezk und Sheffield) unterlag die Ukraine lediglich in einem Tiebreak-Spiel gegen die Slowakinnen, die den zweiten Platz jedoch dem Team aus Israel überlassen musste. Großbritannien blieb sieglos.
In Gruppe D (Turniere in Osijek und Tres Cantos) sicherte sich die Spanierinnen den Gruppensieg, weil sie einen Satz weniger verloren als die punktgleichen Kroatinnen. Die Schweiz und Montenegro schieden aus.
In Gruppe E (Turniere in Hasselt und Constanța) schaffte Rumänien den Gruppensieg ohne Niederlage. Belgien belegte den zweiten Platz vor Slowenien und Schweden.
In Gruppe F (Turniere in Guarda und Samokow) gab Bulgarien nur einen Satz ab. Finnland setzte sich wegen des besseren Satzverhältnisses gegen das punktgleiche Griechenland durch, während Portugal alle Sätze verlor.
Bei den Spielen der dritten Runde am 3./4. und 11. September gab Frankreich keinen Satz an Finnland ab (3:0 und 3:0), Kroatien besiegte mit Schwierigkeiten Belgien (3:1 und 3:2) und Israel erwarb dramatisch den letzten Turnierplatz im Kampf gegen Weißrussland (2:3 und 3:1).